# Eilema truncata
Eilema truncata är en fjärilsart som beskrevs av Fletcher 1957. Eilema truncata ingår i släktet Eilema och familjen björnspinnare. Inga underarter finns listade i Catalogue of Life.